# Дуняк
45°14′ пн. ш. 15°40′ сх. д. / 45.23° пн. ш. 15.66° сх. д.
Дуняк (хорв. Dunjak) — населений пункт у Хорватії, у Карловацькій жупанії у складі громади Войнич.

## Населення
Населення за даними перепису 2011 року становило 39 осіб.
Динаміка чисельності населення поселення: